# Зубайдилда, Шахсултан Аскарулы
Шахсултан Аскарулы Зубайдилда (каз. Шахсұлтан Асқарұлы Зұбайділдә; род. 22 июня 2001, Караганда) — казахстанский футболист, полузащитник клуба «Шахтёр» Караганда.

## Клубная карьера
Воспитанник карагандинского футбола. Футбольную карьеру начинал в 2019 году. 17 мая 2023 года в матче против клуба «Тобол» Костанай дебютировал в кубке Казахстана (0:2), выйдя на замену на 91-й минуте вместо Шынгыса Флюка. 7 июля 2024 года в матче против клуба «Жетысу» дебютировал в кубке лиги Казахстана (2:1). 13 июля 2024 года в матче против клуба «Жетысу» дебютировал в казахстанской Премьер-лиге (0:0).

## Карьера в сборной
24 марта 2021 года дебютировал за сборную Казахстана до 21 года в матче против сборной Северной Македонии до 21 года (2:1), выйдя на замену на 81-й минуте вместо Динмухаммеда Кашкена.

## Клубная статистика
| Клуб               | Сезон            | Лига | Лига | Кубки | Кубки | Еврокубки | Еврокубки | Итого | Итого |
| Клуб               | Сезон            | Игры | Голы | Игры  | Голы  | Игры      | Голы      | Игры  | Голы  |
| ------------------ | ---------------- | ---- | ---- | ----- | ----- | --------- | --------- | ----- | ----- |
| Шахтёр (Караганда) | 2023             | 0    | 0    | 1     | 0     | —         | —         | 1     | 0     |
| Шахтёр (Караганда) | 2024             | 3    | 0    | 1     | 0     | —         | —         | 4     | 0     |
| Шахтёр (Караганда) | Итого            | 3    | 0    | 2     | 0     | —         | —         | 5     | 0     |
| → Шахтёр-Булат     | 2019             | 1    | 0    | —     | —     | —         | —         | 1     | 0     |
| → Шахтёр-Булат     | 2020             | 2    | 0    | —     | —     | —         | —         | 2     | 0     |
| → Шахтёр-Булат     | 2021             | 8    | 0    | —     | —     | —         | —         | 8     | 0     |
| → Шахтёр-Булат     | 2022             | 1    | 0    | —     | —     | —         | —         | 1     | 0     |
| → Шахтёр-Булат     | Итого            | 12   | 0    | —     | —     | —         | —         | 12    | 0     |
| → Шахтёр М         | 2022             | 1    | 0    | —     | —     | —         | —         | 1     | 0     |
| → Шахтёр М         | 2023             | 4    | 0    | —     | —     | —         | —         | 4     | 0     |
| → Шахтёр М         | 2024             | 4    | 1    | —     | —     | —         | —         | 4     | 1     |
| → Шахтёр М         | Итого            | 9    | 1    | —     | —     | —         | —         | 9     | 1     |
| Всего за карьеру   | Всего за карьеру | 24   | 1    | 2     | 0     | —         | —         | 26    | 1     |